# Prielle Kornélia

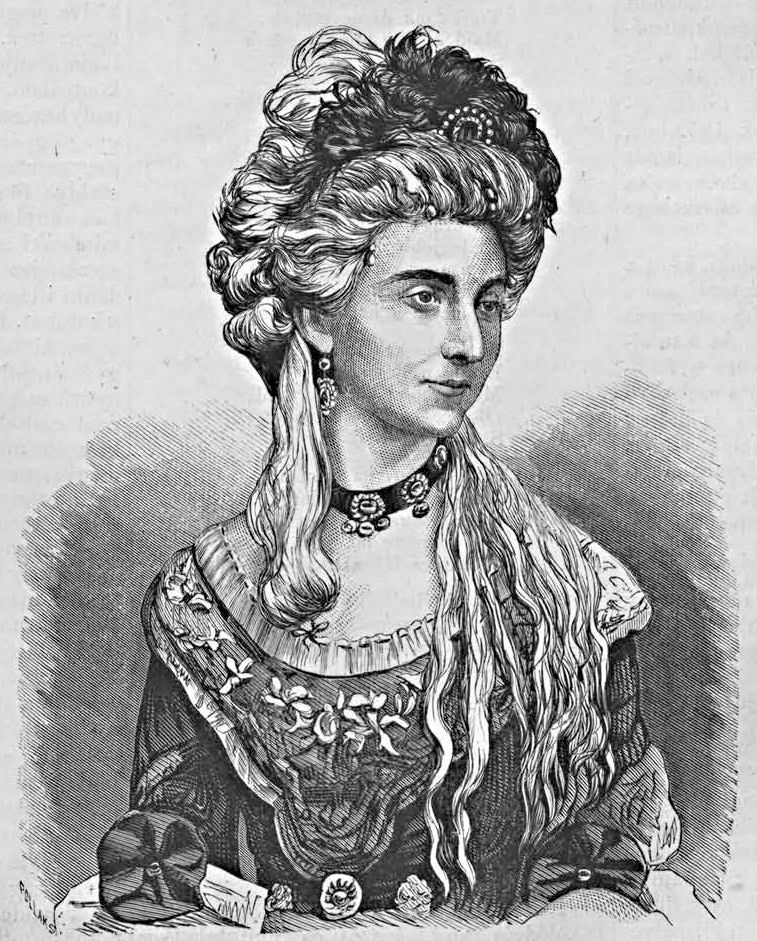
Pollák Zsigmond metszete

Prielle Kornélia [ejtsd: priel], született Prielle Antónia (Máramarossziget, 1826. június 1. – Budapest, 1906. február 25.) magyar színésznő, a Nemzeti Színház első örökös tagja.

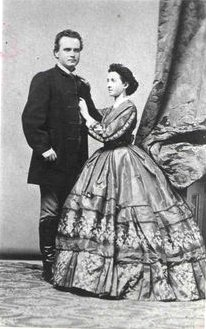
Férjével, Szerdahelyi Kálmánnal

## Élete
Pünkösdvasárnap született, apja a francia származású Prielle József szíjgyártó volt; anyja erdélyi asszony, családi nevén Székely Eleonóra. A keresztelésnél az Antónia utónevet kapta, melyet azonban még kiskorában felcseréltek a Kornélia névvel, amit a közéletben használt. Testvérei: Prielle Lilla (Rónay Gyuláné), Prielle Emília (Láng Boldizsárné) és Prielle Péter mind a színi pályára léptek.
Prielle Kornélia kedve a színészethez a máramarosszigeti úri műkedvelők előadásain ébredt föl, majd kezébe kapván Jósikának Adorjánok és Jenők című drámáját, azt nagy buzgalommal tanulgatta és próbálgatta. Tizenöt éves korában, 1841. június 10-én lépett először színpadra Szatmáron, Tóth István társulatában a Két gályarab c. drámában, egy 11 éves kisfiú szerepében. Tóth István társulata három hónap múlva megbukott. Ekkor atyja a családjukkal rokonságban álló Kilényi Dávid társulatához vitte, mely leginkább Erdélyben működött (Marosvásárhely, Csernáton, Kézdivásárhely, Sepsiszentgyörgy, Nagyenyed stb.) Marosvásárhelyt ismerkedett meg Dérynével, aki nagy szeretettel foglalkozott vele, buzgón oktatgatta és kitől saját megemlékezése szerint is sokat tanult. Itt találkozott Kántornéval is, aki felfigyelt rá és barátságába fogadta. 1844-ben Nagyenyeden ismerte meg majd hívta meg a Nemzeti Színházhoz Szigligeti Ede is, akinek Zsidó című népszínművében 1844 őszén Nagyszebenben nagy sikerrel játszotta Lizi szerepét. Ebben a szerepben mutatkozott be azután a budapesti Nemzeti Színházban is, 1844. december 17-én. Fellépését igen kedvezően fogadták, a Honderű bírálója nem késett rámutatni, hogy: »Benne ritka színészi tehetség rejlik, mely évek folytán a művészi tökély nem mindennapi fokára fejlődhetik.« De 1845 végén újra vidékre ment és a szabadságharcig Nagyváradon, Kecskeméten, Kolozsvárt és főleg Debrecenben játszott.
1846 őszén itt esett meg rövid és romantikus ismeretsége Petőfivel, melynek majdnem házasság lett a vége. Petőfi a pár napos epizód után visszapártolt Szendrey Júliához, Kornélia pedig 1848. augusztus 23-án Kolozsvárott nőül ment egy nagytehetségű kezdő pályatársához, Szerdahelyi Kálmánhoz, a jónevű és sokoldalú Szerdahelyi József fiához. Mikor az ifjú férj a következő évben honvédnek állt, házasságukat felbontották. 1849-ben Hidassy Elek földbirtokos huszárkapitány felesége lett és egy időre szakított a színpaddal. De tartós ez a házasság sem volt. Hidassy 1851-ben felcsapott színésznek, majd színigazgatónak is, nemsokára elváltak.
Prielle visszatért a színpadra és 1857-ig vidéken működött. Ez évi október 7-én gróf Ráday Gedeon intendáns meghívására ismét vendégszerepelt a Nemzeti Színházban, a Dumas La dame aux Camélias c. regényéből Bulyovszky Lilla által dramatizált Gauthier Margit című dráma címszerepében. Bulyovszkyné leghíresebb szerepében valóságos irodalmi és kritikai harcot kavart fel. Vajda János élesen megtámadta játékstílusát, melynek pedig utóbb maga is lelkes méltánylójává lett. Greguss Ágost meg Szigligeti Ede viszont egész tekintélyükkel mellé álltak, úgyszintén Salamon Ferenc is, aki pár nappal később a Cigány Rózsijában látta, miben szerinte »a legszigorúbb bírót is kielégítheté.« »Ő a természettől nemcsak sok művészi kész adománnyal van megáldva, hanem ami több külső és belső tehetségei szép összhangban állanak. Játéka főérdeme az összhangzás, az egység. Nem magas, de igazi csinos és szép arányú külseje, szelíd, nemes és fogékony arca, nem erős, de igen kellemes csengő hangja, kerek művészi egészet tesznek, melyen a mesterkélés mit sem ront.« A vendég távozását sajnálattal látta Salamon és ismételte azon óhajtását, hogy »ezen a maga nemében jeles és oly sokrészvéttel fogadott művésznő színházunknál vagy szerződtessék vagy alkalom adassék minél gyakoribb vendégszereplésre.« Szerződtetésére azonban csak két év múlva került sor, ily minőségben 1859. április 25-én mutatkozott be a Bánk bán Melinda szerepében. Ezen alakításában Gyulai Pál különösen az őrültség finom rajzát dicsérte. A kritika nem egyformán fogadta, a dicsérő hang azonban csakhamar elnémította a gáncsolókat.
1861-ben egy magánügye miatt igen rövid időre még egyszer megvált a színháztól és Pécsre szerződött Ressler társulatához, de már ez év tavaszán — immár véglegesen — újra tagja lett a Nemzeti Színháznak és ott mint újonnan szerződtetett tag április 15-én mutatkozott be Courrey és Deperty Angyal és daemonának Clarisse szerepében. Attól fogva azután negyvenöt esztendőn át egyik főerőssége volt a színháznak. Az első évtizedben — mely egybeesik a francia társadalmi drámának színpadunkon való fokozatos térhódításával — legnagyobb diadalait férje, Szerdahelyi Kálmán társaságában aratta, akivel 1870. március 26-án Kecskeméten másodszor is egybekelt Az eskető lelkész Fördős Lajos, a tanúk Fehér Péter lelkész, tanár és Horváth György mérnök voltak. (Szerdahelyi 1872 őszén hunyt el.)
Akkoriban Augier, Bayard, Adolphe Belot, Roderich Benedix, Adolphe d'Ennery, Dumanoir, Feuillet, Hugo, Musset, Sardou, Scribe voltak a divatos szerzők, darabjaik közül soknak magyar fordítása is Szerdahelyi tollából származott és a jeles művészpár majd mindegyikben megtalálta a magának való feladatot. A francia szalonok fiatal hősnőit rendre Prielle keltette nálunk életre és közönség és kritika egyaránt meghódolt bensősége, finomsága előtt. Megjelenésének választékos előkelősége is hódított ezekben a szerepekben, a női eleganciának ő volt a színpadi megtestesítője. Nemzeti Színházi pályatársnői öltözködésben csakúgy hozzá igazodtak, mint a vidéki színpadok szalonheroinái. Még egyéni hanghordozása is (a szóvégi magánhangzókat kissé elnyújtotta) valóságos iskolát csinált. Két évtizeden át szinte vetélytárs nélkül állt ebben a szerepkörben, arcának üdesége, sokáig megőrzött fínomarányú testalkata lehetővé tette, hogy ötvenéves koráig teljes illúziót keltsen a Gauthier Margit-szerű alakokban (e szerepében egyszer Erzsébet királyné egyenes kívánságára is fel kellett lépnie). Húsz évi nemzeti színházi működése alkalmával azzal tisztelték meg, hogy a színház örökös tagjává nevezték ki (1881. április 1.); az elismerésnek ez a formája legelső ízben őt érte.
Ez az időpont szerepkörében is lényegesebb fordulatot jelentett. Hovatovább áttért az idősebb szerepekre és kiviláglott, hogy nagy jellemző ereje, egyéniségének az életkortól független varázsa ezen a téren is újabb és még értékesebb diadalokat tartogatott számára. Szigeti Rang és módjának Bannainéjában, Rákosi Aesopusának Trundusiájában, Endre és Johannájának királynéjában, majd Csiky Gergely Proletárokjának Szederváry Kamillájában már nem az ifjúság bájával hódított, annál inkább az asszonyi eszességgel és tekintéllyel, az érett értelem és gazdag kedély ellenállhatatlan erejével. A ma is élő nemzedék már csak az öregedő éveiben látta őt a színpadon, de ez alakításaiból is szinte legendás emlékét őrzi. A legcsodálatosabb az, hogy kései szereplésében is meg lehetett érezni — mintegy összegeződve — gyermeklányalakjainak gráciáját, fiatal asszonyainak fölényes szellemességét és mindehhez egy hosszú élet finom bölcsességgé érett tapasztalatát. Csiky Gergely mindezt belesűrítette egy szerencsés inspirációból fogant alakba, A nagymamájának címszerepébe, amit egyenest Prielle Kornéliára szabott és amivel ez egész pályájára mintegy feltette a koronát. 1891. november 4-én már ezzel az alakítással ülte meg ötvenéves színészi jubileumát és működésének utolsó másfél évtizedében e darab előadásait Prielle szereplése valóságos ünnepi értékké avatta. Ez, valamint a Pailleron-féle Ahol unatkoznakban Reville hercegnő verőfényes figurája volt az a két szerep, amit csaknem nyolcvanadik életévéig szinte egyre fokozódó hatással játszott.

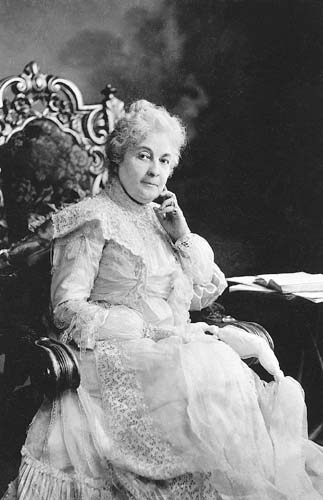
Csiky Gergely: A nagymama szerepében, 1891-ben (Strelisky felvétele)

A színészi hanyatlás legáltalánosabb tünete, az emlékezőtehetség csökkenése is bámulatosan sokáig megkímélte és még utolsó éveiben is készséggel elvállalt és megindítóan eljátszott egy új szerepet: a tábornagyné alakját Sudermann Fricikéjében. A személyét és előkelő művészetét övező hódolat pályája végén minden alkalmat megragadott, hogy a legváltozatosabb formában manifesztálódhassék. Ötvenéves jubileumán a királyi kegy is rátalált: a koronás arany érdemkereszttel tüntették ki. Pályájának különböző fordulóin fővárosi és vidéki tisztelőinek tábora az értékes emléktárgyak özönével árasztották el. Művészetének tetőpontján Rakodczay Pál egész könyvet szentelt méltatásának. A Nemzeti Színház elsőemeleti termében 1902-ben bensőségés ünnep keretében felállították Telcs Ede szobrászművész által carrarai márványból faragott mellszobrát és még életében (1904. augusztus) emléktábla került máramarosszigeti szülőházára; ugyanott a pályájára vonatkozó emlékek egybegyűjtésére szobát is rendeztek be. 1903. március 12-én a színészkongresszus résztvevői, az egész hazai színészet képviselői a Színészegyesület örökös dísztagjául választották meg. 1904. december 1-én a nemzeti színházi első felléptének hatvanadik évfordulóján díszelőadást tartottak, mely alkalommal Somló Sándor igazgató üdvözölte. E jubiláris estén Prielle 2291-edszer lépett fel a Nemzeti Színház színpadán. 1905-ben, hetvenkilencedik életévében mutatkoztak csak rajta a fizikai hanyatlás tünetei. Sűrűn ismétlődő megbetegedései következtében színpadra többé nem léphetett, visszavonultságában megszállta az elhagyatottság fájdalmas érzése és talán ez bírta rá arra is, hogy egy külföldről hazatért fiatal írónak, a nála 45 évvel fiatalabb Rozsnyay Kálmánnak iránta huzamos időn át tanúsított gondoskodását kései házasságkötésükbe való beleegyezésével találja meg. Két hónappal halála előtt, 1905. december 24-én, már elborult elmével — szembeszállva a családja és a közvélemény részéről megnyilvánuló heves ellenzéssel — Budapesten, a Józsefvárosban újra férjhez ment. Az esküvői tanúk Rákosi Jenő és Bottlik Dezső voltak. A magánügyekben rendszerint nem túlságosan tapintatos szenzációéhség elől és egyúttal gyógyulás végett is Abbáziába utazott, de onnan még betegebben tért haza és napokig tartó haláltusa után, 1906. február 25-én este tíz órakor elhunyt.

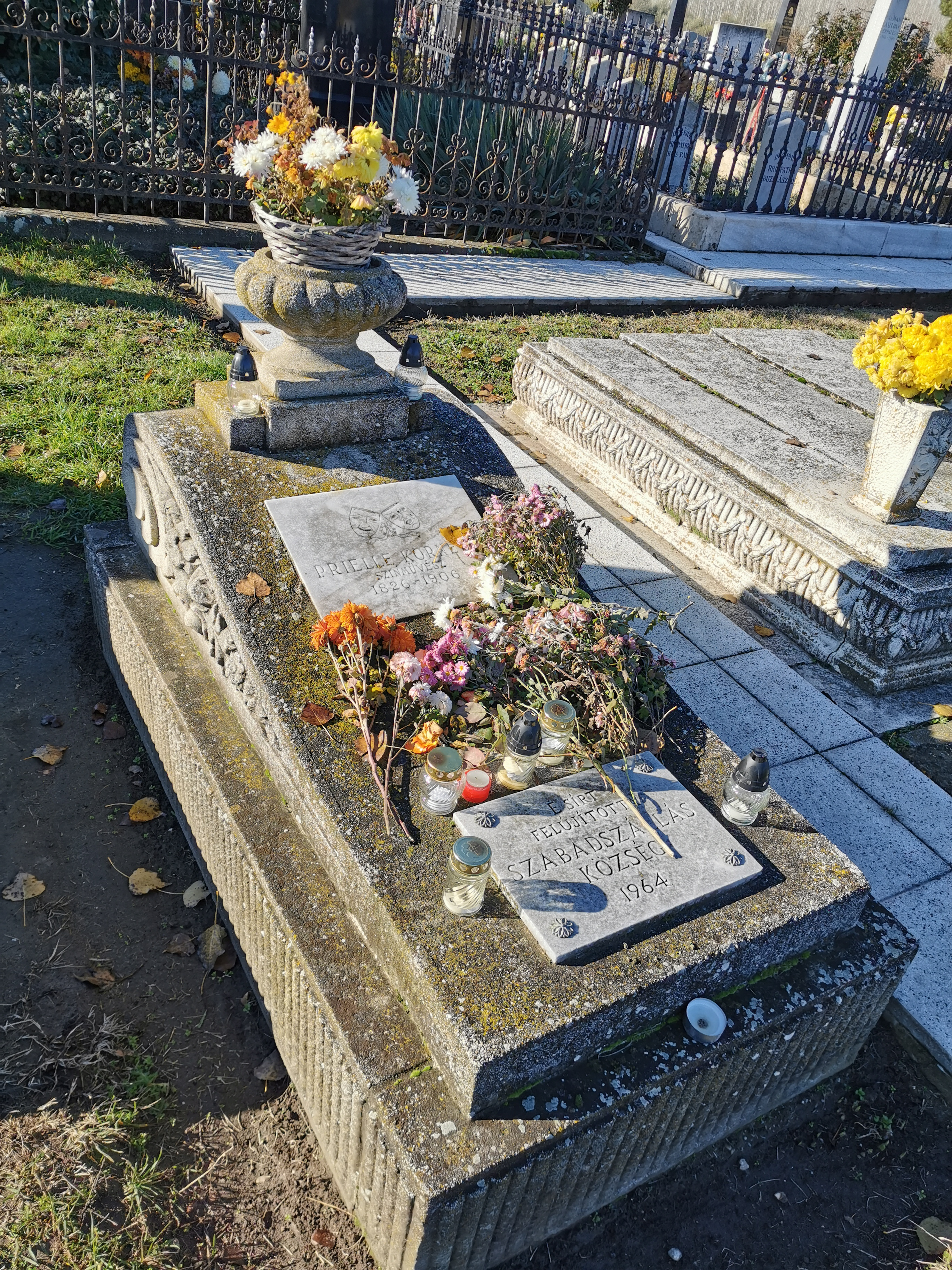
A szabadszállási síremlék

Temetése a régi Nemzeti Színház épületéből ment végbe február 27-én, óriási gyászoló közönség jelenlétében. Petri Elek református lelkész és Somló Sándor igazgató búcsúztatták, majd a Keleti pályaudvaron a kartársak nevében Mihályfi Károly mondott gyászbeszédet és onnan a koporsót Szabadszállásra vitték és a férj családjának sírboltjában helyezték örök nyugalomra 1906. február 28-án délután. Síremléke 1964 óta áll a felső református temetőben.
Működését a nemzet köztudata azóta is a magyar színészet történetének legelső vonalába helyezi. Születésének centenáriumán a Nemzeti Színház a Nagymama díszelőadásával áldozott emlékezetének s a vidéken is, főleg szülővárosában, kegyeletes ünnepeket rendeztek. A fővárosi Közmunkák Tanácsa az egyik épülő városrészben (Budapest XI. kerülete) utcát keresztelt el nevéről. Pályája a magyar színészet hőskorából indult el s belenyúlt a modern színjátszás bölcsőkorába; nagy hagyományokat indított meg maga is, hatása mindmáig elevenen munkál a színpad legjobbjainak művészetében. Elsősorban Csiky Gergely és mások társadalmi drámáiban nyújtott alakításai emlékezetesek.

## Fontosabb szerepei

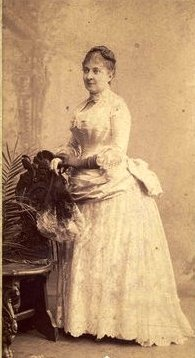
Prielle Kornélia 60 éves korában, ismeretlen szerepben.

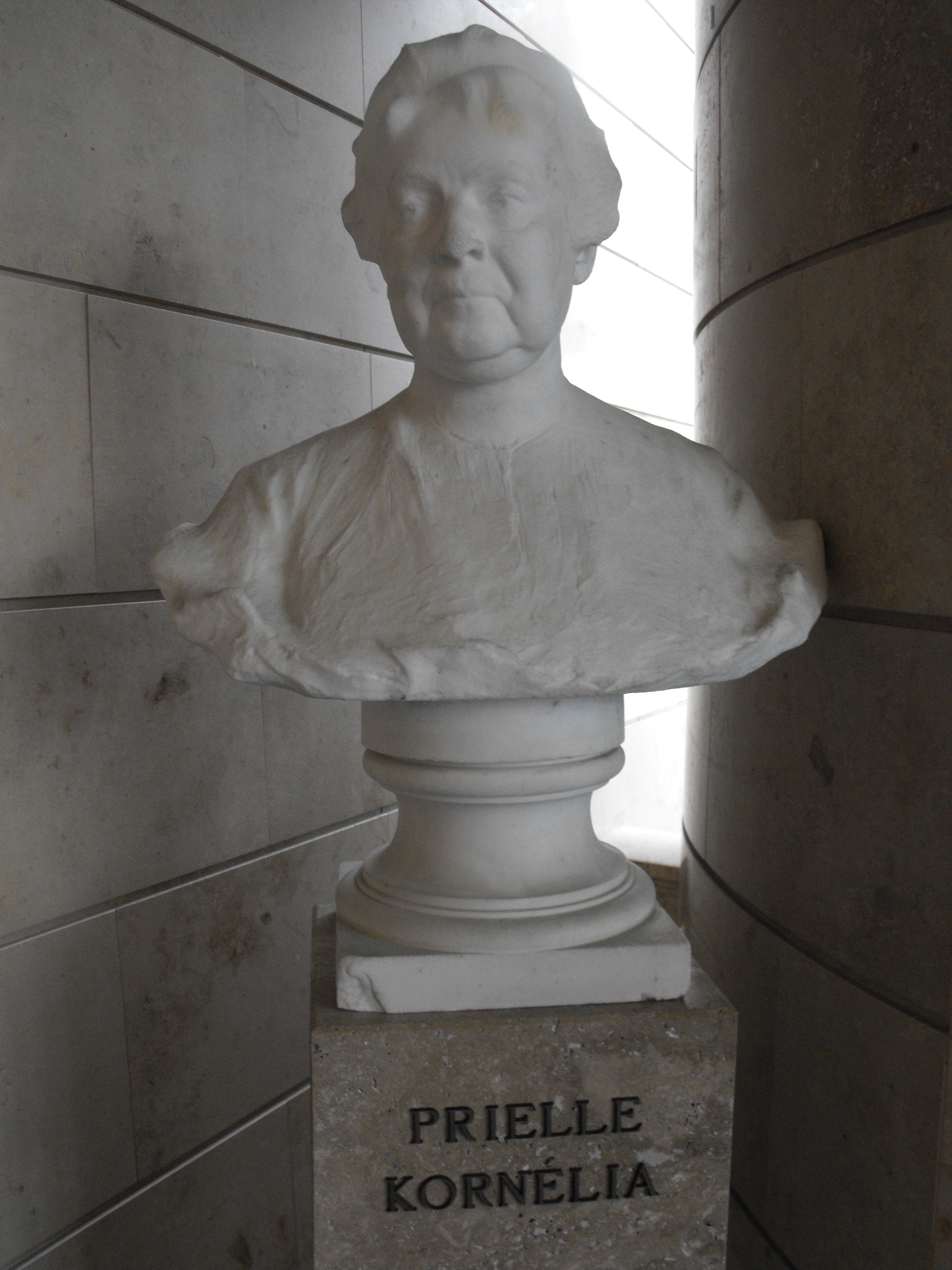
Szobra a budapesti Nemzeti Színház aulájában.

- Szerémy grófnő (Csiky Gergely: A nagymama)
- Szederváry Kamilla (Csiky Gergely: A proletárok)
- Szidónia (Csiky Gergely: Buborékok)
- Cleopatra (William Shakespeare: Antonius és Cleopatra)
- Lizi (Szigligeti Ede: Zsidó)
- Cordelia (William Shakespeare: Lear király)
- Melinda (Katona József: Bánk bán)
- Gauthier Margit (ifj. Alexandre Dumas: A kaméliás hölgy)
- Margit (Octave Feuillet: Egy szegény ifjú története)
- Lady Tartuffe (Delphine de Girardin)
- Anna királynő (Eugène Scribe: Egy pohár víz)
- Adél (Hugó Károly: Báró és bankár)
- Elmira (Molière: Tartuffe)
- Erzsébet (Szigeti József: Rang és mód)

## Emlékezete

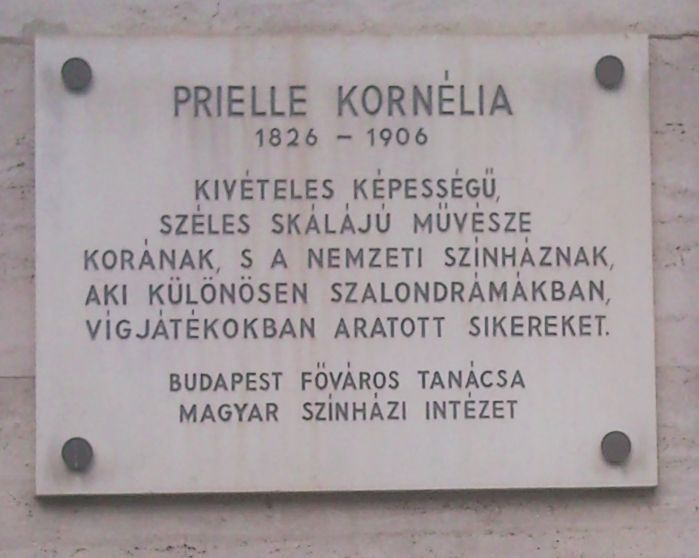
Emléktáblája a XI. kerületi Prielle Kornélia utca 16. szám alatt

- Budapest XI. kerületében, Kelenföldön utca őrzi az emlékét, ahol emléktáblája is megtalálható.
- Nevét őrzi a 446957 Priellekornélia kisbolygó.[6]